# لوناخود 1
لوناخود – 1 (بالروسية: Луноход-1)، و(بالإنجليزية: Lunokhod 1)‏، هي أول عربة فضائية سوفيتية ذاتية الحركة تهبط على سطح القمر في 17 نوفمبر، تشرين الثاني عام 1970. وأصبحت المركبة أول جهاز فضائي يتحرك ذاتيا على سطح القمر تم إطلاقه من الأرض. وظلت المركبة تشتغل حتى 4 أكتوبر/تشرين الأول عام 1971. وكان الهدف من إطلاق المركبة هو دراسة سطح القمر وإشعاعاته، بما في ذلك أشعة الرونتجن، إلى جانب تحديد المكونات الكيميائية للتربة القمرية وصفاتها. ثمة مهمة أخرى كانت لدى المركبة وهي تهيئة الظروف لتحليق رواد الفضاء إلى القمر واختيار موقع لهبوطهم. وكان من المتوقع ان يستعمل رواد الفضاء المركبة «لونوخود – 1» للتحرك على سطح القمر.

## تصميم المركبة
تم تصميم مركبة «لوناخود – 1» في مكتب لافوتشكين للتصاميم، وذلك تحت اشراف المصمم غيورغي باباكين. وكانت المركبة عبارة عن قسم محكم الانسداد للأجهزة منصوب على قاعدة ذاتية الحركة. واستخدم الجسم المحكم الانسداد لـ «لونوخود» لنصب منظومات المركبة. ثمة وظيفة أخرى لجسم «لونوخود» وهي حماية منظومات المركبة من تأثير البيئة المحيطة. واستخدمت فيه مادة البولونيم - 210 وهي بمثابة مصدر نظائري للحرارة لتسخين الأجهزة.
وكانت مواصفات مركبة «لونوخود» كما يلي: وزنها 756 كيلوغراما وسرعتها القصوى على سطح القمر 4 كيلومترات في الساعة والحد الأقصى من استهلاك الطاقة كيلوواط واحد خلال 10 دقائق. وذلك يعني ان جميع منظومات المركبة استهلكت من الطاقة ما مقداره طاقة مكواة عادية.
لقد كان التحكم في المركبة عن بعد مهمة صعبة جدا. ومن أجل تنفيذ هذه المهمة تم اختيار طيارين ادرجت اسماؤهم في قائمة سرية. كان من بينهم قائد الطاقم وسائق المركبة وعامل الهوائي وملاح الطاقم، وقد قام هؤلاء بتسييرالمركبة على سطح القمر وهم يتواجدون في مركز سيمفروبول للاتصال الفضائي. وشكل التأخير الزمني عقبة رئيسية في التحكم بمركبة «لونوخود» بسبب كون وقت وصول الإشارة اللاسلكية إلى سطح القمر وعودتها إلى الأرض يستغرق ثانيتين، ناهيك عن استخدام الأجهزة التلفزيونية ذات اللقطات البطيئة، حيث يتراوح زمن تغيير اللقطة من 4 ثوان إلى 20 ثانية، الأمر الذي تسبب في أن يبلغ التأخير الإجمالي في قيادة الركبة 24 ثانية. لكن طاقم المركبة نفذ المهمة الموكلة إليه.

## مصير مركبة «لوناخود -1»
تم إطلاق المحطة الاوتوماتيكية الفضائية «لونا – 17» التي حملت على متنها المركبة «لونوخود – 1» في 10 نوفمبر/تشرين الثاني عام 1970. ووصلت المحطة إلى مدار القمر في 15 نوفمبر/تشرين الثاني، ثم هبطت برفق على سطح القمر يوم 17 نوفمبر/تشرين الثاني، حيث انزلت المركبة بسلامة إلى سطح القمر.
وعملت المركبة بعد تنفيد المهمة الموكلة إليها خلال فترة تزيد 3 اضعاف عما كان محددا لها، حسب البرنامج. وقطعت المركبة مسافة 10540 مترا، مرسلة إلى الأرض 211 صورة بانورامية و25 الف صورة عادية.
بحلول 4 أكتوبر/تشرين الأول عام 1971 استنفدت طاقة مصدر الحرارة النظائري فانقطع الاتصال مع المركبة. وتوقفت محاولات إعادة الاتصال معها.
قدمت شركة Lavochkin Assotiation في شهر ديسمبر/كانون الأول عام 1993 المركبة «لونوخود - 1» ومرحلة الهبوط لمحطة «لونا-17» في المزاد العلني سوثبيس. واشارت المواصفات المعروضة إلى أنها لا تزال على سطح القمر لحد الآن. وكان السعر الأول للمعروضة 5 آلاف دولار، ازداد في نهاية المطاف حتى 68500 دولار. واتضح فيما بعد أن مشتريها هو ريتشارد هاريوت نجل أحد رواد الفضاء الأمريكيين الذي تم إطلاقه إلى الفضاء في أكتوبر/تشربن الأول عام 2008 بمثابة سائح في محطة الفضاء الدولية.